# Michèle Wargnier
Pour les articles homonymes, voir Wargnier.
 (septembre 2017).
Si vous disposez d'ouvrages ou d'articles de référence ou si vous connaissez des sites web de qualité traitant du thème abordé ici, merci de compléter l'article en donnant les références utiles à sa vérifiabilité et en les liant à la section « Notes et références ».
Michèle Wargnier, née en 1943, est une Française élue Miss Bretagne 1960, puis Miss France 1961 après la destitution de Luce Auger (réhabilitée après une procédure gagnée en 1967).
Michèle Wargnier est élue ensuite 3e dauphine de Miss Monde 1961.

## Biographie
Le père de Michèle Wargnier est assureur. Alors qu'ils sont en vacances en Bretagne, Michèle Wargnier se présente au concours de Miss 
Bretagne qu'elle remporte, titre qui la qualifie pour l'élection de Miss France 1961.

### Miss France
Le 31 décembre 1960, l'élection de Miss France 1961 a lieu au Palais de Savoie, à Aix-les-Bains et compte 21 concurrentes. Michèle Wargnier est âgée de 18 ans et est rousse aux yeux bleus. Elle est originaire des Côtes-du-Nord mais vit à Paris (dans le département de la Seine). Elle est Miss Bretagne 1960 et est alors hôtesse pour une grande marque de réfrigérateurs. Elle devient la 1re dauphine de Luce Auger, Miss Outre-mer 1960, élue Miss France 1961. 
Michèle Wargnier sera ensuite couronnée le 4 février 1961 au Palais de la Mutualité, à Paris à la suite de la destitution de la Miss France en titre Luce Auger. Sa dauphine est Marina Duteille.
Le 9 novembre 1961, au Lyceum Theatre de Londres, Michèle Wargnier représente la France au concours Miss Monde et se classe 3e dauphine de Rosemarie Frankland.

### L'après Miss France

#### Cinéma
Michèle Wargnier apparaît dans le film Un clair de lune à Maubeuge réalisé par Jean Chérasse en 1962.
Elle a joué le rôle de Mylène dans la comédie Le Gendarme de Saint-Tropez de Jean Girault en 1964.

#### Vie privée
Elle épouse plus tard le chansonnier Henri Kubnick.